# 예카테리나 마르티노바

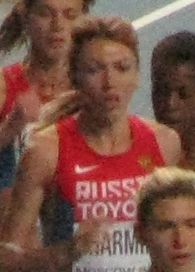

예카테리나 미하일로브나 마르티노바(러시아어: Екатерина Михайловна Мартынова, 1986년 8월 6일 - 2019년 8월 1일 )은 러시아의 육상 중거리 달리기 선수이다.

## 주요 성적
| 연도 | 종목  | 대회                          | 장소                | 기록        | 순위 | 주석 및 기타 | 동영상 |
| 2005 | 1500m | European Junior Championships | 리투아니아 카우나스 | 4분 15초 46 | 2위  |              |        |
| 2011 | 1500m | European Indoor Championships | 프랑스 파리         | 4분 14초 16 | 3위  |              |        |